# Сикриким
Сикриким (ивр. סיקריקים‎) — название группы ультра-ортодоксальных иудеев, близких к организации Нетурей карто.
Известны скандальными акциями и конфронтацией с существующими нормами поведения в иерусалимском районе Меа Шеарим, которые они считают недостаточно «скромными» и консервативными. Среди акцией организации осквернение магазина с мороженным в знак протеста против облизывания рожков с мороженным в общественных местах, появление граффити «распущенность» на стене магазина с одеждой (где продавались платья с длинными подолами и тусклой одеждой, которые члены организации считают слишком вызывающими), разбитие окон и забрасывание мешка с экскрементами в книжный магазин, где торгуют книгами сионистских организаций (что по мнению членов организации абсолютно недопустимо, потому что по их мнению Израиль может создать только Мессия). В Бейт-Шемеше члены организации совершали нападения на религиозную школу для девочек, которые по их мнению носят слишком распущенную одежду.
Базируется преимущественно в Меа Шеарим и в районе Рамат Бейт-Шемеша. Группа известна с 2005 года. Насчитывает около 100 человек. Местные жители называют ее «мафией Меа Шеарим».
Название восходит к истории сикариев (кинжальников), практиковавших методы индивидуального террора в борьбе с римскими колонизаторами в I веке н. э.